# Флорес, Хильберто
Хильбе́рто Ива́н Фло́рес Мельгаре́хо (исп. Gilberto Ivan Flores Melgarejo; род. 1 апреля 2003 или 2 апреля 2003, Парагвай) — парагвайский футболист, защитник клуба «Спортиво Триниденсе». Участник Олимпийских игр 2024 в Париже.

## Клубная карьера
Флорес — воспитанник клуба «Либертад». 3 апреля 2022 года в матче против «Гвайреньи» он дебютировал в парагвайской Примере. В составе клуба игрок дважды выиграл чемпионат и завоевал Кубок Парагвая. В начале 2024 года Флорес на правах аренды перешёл в «Спортиво Триниденсе». 19 февраля в матче против столичного «Насьоналя» он дебютировал за новую команду. 14 марта 2024 года в поединке Кубка Либертадорес против чилийского «Коло-Коло» Хильберто забил свой первый гол за «Спортиво Триниденсе». 

## Международная карьера
В 2023 году в составе молодёжной сборной Парагвая Флорес принял участие в молодёжном чемпионате Южной Америки в Колумбии. На турнире он сыграл в матчах против сборных Аргентины, Бразилии, Перу, Венесуэлы, Эквадора и дважды Колумбии. В поединке против венесуэльцев и аргентинцев Хильберто забил по голу. 
В 2024 году Флорес был включён в заявку олимпийской сборной Парагвая на участие в Олимпийских играх в Париже. На турнире он сыграл в матчах против команд Японии, Израиля, Мали и Египта.

## Достижения
Командные
 «Либертад»
- Победитель парагвайской Примеры (2) — Апертура 2023, Клаусура 2023
- Обладатель Кубка Парагвая (1) — 2023